# Bonhoeffer (2024)
Bonhoeffer (im Original: Bonhoeffer: Pastor. Spy. Assassin.) ist eine im Jahr 2024 veröffentlichte Filmbiografie des US-amerikanischen Filmemachers Todd Komarnicki über den Theologen und Widerständler Dietrich Bonhoeffer (1906–1945).

## Produktion
Ende des Jahres 2018 gab Komarnicki in einem Interview bekannt, die Produktion einer Biografie über Dietrich Bonhoeffer mit dem Arbeitstitel God’s Spy vorzubereiten. Der Historienfilm soll durch die Erzählung von Bonhoeffers Leben daran erinnern, dass politische Überzeugungen notfalls auch durch mehr als durch bloßes Reden, ultimativ auch mit dem eigenen Leben, vertreten wurden und vertreten werden müssen. Bonhoeffer war laut Komarnicki ein „radikaler Held“.
Die Dreharbeiten fanden in Irland (dort in Limerick, County Clare, Tipperary, Cork) und Belgien (dort in Brüssel, Lüttich und Spa) statt. Sie waren im März 2023 beendet.

## Veröffentlichung und Marketing
Im November 2023 erwarben die Angel Studios die weltweiten Rechte an dem Film. Der Film wurde im November 2024 in den US-amerikanischen Kinos veröffentlicht. Ein Jahr zuvor war ein Trailer zum Film veröffentlicht worden. Am 13. März 2025 startete der Film in den Kinos in Deutschland, Österreich und der Schweiz.
Der deutsche Verleiher Kinostar nahm für den heimischen Markt mehrere Anpassungen in der Vermarktung des Films vor. So wurde der Titel auf Bonhoeffer verkürzt; der ursprüngliche Untertitel Pastor. Spy. Assassin. (dt. „Pfarrer. Spion. Attentäter.“) entfiel. Zudem wurde das deutsche Filmposter überarbeitet: Bonhoeffer wird darauf – im Gegensatz zu seinem amerikanischen Gegenstück – ohne Waffe dargestellt, und das Abbild Hitlers wurde entfernt.

## Handlung
Im Jahr 1914 spielt der achtjährige Dietrich Bonhoeffer mit seinem älteren Bruder Walter zu Hause Verstecken. Kurz darauf bricht der Erste Weltkrieg aus; Walter tritt in das preußische Heer ein und wird Frontsoldat. Im letzten Kriegsjahr fällt er; Walters Tod und die gemeinsam mit der Familie erlebte Beerdigung lösen intensive Gedanken über die Ewigkeit in Dietrich aus, die er mit seiner Zwillingsschwester Sabine, mit der er sich besonders verbunden fühlt, teilt. Er entschließt sich, Theologie zu studieren.
Jahre später kommt Dietrich im Rahmen seines Theologiestudiums nach New York. Die dort universitär gelehrte Theologie beeindruckt ihn allerdings sehr viel weniger als das Leben der Abyssinian Baptist Church, der fast ausschließlich Schwarze angehören. Diese Gemeinde wird fortan eine Art geistlicher Heimat, und er unterrichtet dort auch in der Sonntagsschule. Einer der jungen Schwarzen, Frank Fisher, wird sein enger Freund. Mit ihm gemeinsam erlebt Bonhoeffer hautnah die Rassendiskriminierung; unter anderem wird er selbst deshalb von einem Hotelier zusammengeschlagen. Verändert kehrt Bonhoeffer nach Deutschland zurück. Hier erlebt er, wie die evangelische Kirche von den inzwischen an die Macht gekommenen Nationalsozialisten zentralisiert werden und nach deren Ideologie neu ausgerichtet werden soll. Von Anfang an stellt er sich diesen Bemühungen freimütig entgegen und scheut sich dabei auch nicht, den Machthabern offen zu widersprechen. Er wird Leiter eines Predigerseminars in Finkenwalde bei Stettin, wo er Studenten seine theologischen Überzeugungen nahebringt. Allerdings wird das Seminar bald von den Nationalsozialisten geschlossen.
Bonhoeffer kommt durch seinen Bruder Klaus in Kontakt mit Kreisen des militärischen Widerstands. Er schließt sich der Abwehr an; im Rahmen des Unternehmens Sieben gelingt es ihm und seinen Mitstreitern, für einen erheblichen Geldbetrag sieben Juden aus einem Konzentrationslager die Einreise in die Schweiz zu ermöglichen. Später wird er von der Abwehr in die USA geschickt. Die ihm ausdrücklich eingeräumte Möglichkeit, dort das Kriegsende abzuwarten, schlägt er aus. Stattdessen reist er nach London weiter, wo er sich mit dem anglikanischen Bischof Bell trifft. Seine Bitte, von Churchill eine Bombe für ein Attentat auf Hitler zu bekommen, wird allerdings abschlägig beschieden. Enttäuscht kehrt Bonhoeffer nach Deutschland zurück. Er wird verhaftet und kommt in eine Zelle mit dem verbrecherischen Mediziner Sigmund Rascher, der inzwischen bei den Machthabern in Ungnade gefallen ist. Gemeinsam mit anderen politischen Gefangenen werden die beiden mit einem Bus aus schweizerischer Produktion schließlich nach Schönberg in Bayern transportiert. In einem verfallenen Schulgebäude hält Bonhoeffer eine Eucharistiefeier für seine Mitgefangenen ab, der allerdings Rascher nicht beiwohnt. Schließlich wird Bonhoeffer herausgeführt und vor den Augen seiner Mitgefangenen und ihrer Bewacher gehängt.

### Abweichungen der Filmhandlung von den historischen Begebenheiten
Der Film orientiert sich nur grob an den historischen Begebenheiten; auch die chronologische Abfolge der Ereignisse stimmt nicht immer. Eine Auswahl der offensichtlichen Abweichungen wird im Folgenden aufgeführt:
- Bonhoeffers persönliche Bibel im Film ist eine englischsprachige, und auch seine persönlichen Aufzeichnungen schreibt er in englischer Sprache.
- Die im Film dargestellte Predigt von Martin Niemöller, in der dieser kurz nach den Novemberpogromen 1938 die nationalsozialistische Judenverfolgung scharf angreift und dafür öffentlichen Applaus von seiner Gemeinde erhält, ist ahistorisch (auch das bekannte Niemöller-Zitat, das der Film in diese fiktive Predigt verlegt, stammt aus der Nachkriegszeit).
- Von einem Bildersturm von NS-Schergen in einer Kirche und dem Austausch der Bibel auf dem Altar durch Hitlers Buch Mein Kampf (wie im Film dargestellt) ist nichts bekannt.
- Der reale Bonhoeffer hielt sich zwar längere Zeit sowohl in den USA als auch in London auf, allerdings lange vor dem Zweiten Weltkrieg.
- Im Film besucht Bonhoeffer den Nachtclub Small’s Paradise in Harlem, wo er unter anderem Louis Armstrong begegnet und mit ihm gemeinsam musiziert. Dies alles ist frei erfunden.
- Im Film trifft sich Bonhoeffer während des Krieges in London mit Bischof Bell, um von Churchill eine Bombe für ein Attentat auf Hitler zu erbitten. In Wirklichkeit fand 1942 ein geheimes Treffen zwischen Bonhoeffer und Bell in Stockholm statt, wobei Bonhoeffer im Auftrag der Abwehr (vergeblich) versuchte, die britische Regierung zu einer differenzierteren Haltung zwischen Deutschland auf der einen und seinem nationalsozialistischen Regime auf der anderen Seite zu bewegen.
- Bei dem im Film dargestellten Attentatsversuch des Majors Gersdorff 1943 sollte in Wirklichkeit die gesamte nationalsozialistische Führungsspitze ausgeschaltet werden (und nicht lediglich Hitler, wie im Film suggeriert).
- Bonhoeffer teilte nie eine Zelle mit dem bei den Nazis in Ungnade gefallenen Siegfried Rascher; vielmehr war er zuletzt einige Zeit mit dem General und Theologen Friedrich von Rabenau, einem Gesinnungsgenossen, inhaftiert. Allerdings saß Rascher im selben Bus mit Bonhoeffer nach Schönberg bzw. Flossenbürg.
- Bonhoeffer hielt in Schönberg eine improvisierte Andacht mit seinen Mitgefangenen, aber von einem heiligen Abendmahl in diesem Zusammenhang ist nichts bekannt.
- Bonhoeffer wurde in Flossenbürg (und nicht in Schönberg) erhängt. Statt eine Ansprache zu halten, kniete der historische Bonhoeffer laut Augenzeugenbericht unmittelbar vorher längere Zeit zum Gebet nieder. Hinrichtungen in NS-Konzentrationslagern vollzogen sich wesentlich grausamer und besaßen nicht die feierlich-heroischen Züge, der die Darstellung von Bonhoeffers Tod im Film charakterisiert.

## Politische Debatte
Regisseur Komarnicki drehte den Film nicht ohne politische Hintergedanken. In einem Interview mit der Deutschen Presse-Agentur zog er eine Parallele zwischen dem Nationalsozialismus und dem „Trumpismus“ bzw. dem „weltweiten Rechtsruck“, wodurch sein Film „schockierend aktuell“ sei. Diese Motivation des Regisseurs verhinderte allerdings nicht, dass der Film insbesondere in Kreisen, die eher dem rechten politischen Spektrum der amerikanischen Gesellschaft zuzurechnen sind, überaus positiv aufgenommen wurde. Es entspann sich eine weltweite Debatte über eine vermeintliche oder tatsächliche politische Instrumentalisierung des Films.
In einem offenen Brief in der ZEIT wurde der Film heftig dafür kritisiert, dass er – offenbar ganz gegen Komarnickis Intention – Bonhoeffers Biographie missbrauche, um evangelikale Christen – etwa im stark polarisierten politischen Klima der USA – zu politischer Gewalt gegen den Staat zu verführen. Besonders beanstandet wurden der Slogan „Wie weit wirst du gehen, um für das Richtige einzutreten?“ und das historisch unrichtige Filmplakat, das Bonhoeffer mit einer Schusswaffe zeigt. Bonhoeffers Großneffe Tobias Korenke äußerte ebenfalls Kritik am Film, begrüßte aber, dass sich die deutschen Schauspieler wie Hauptdarsteller Jonas Dassler oder auch August Diehl und Moritz Bleibtreu von der politischen Instrumentalisierung und Teilen des Marketings distanzierten. In einem Mitte Oktober 2024 verfassten offenen Brief kritisierten Nachkommen von Bonhoeffers Geschwistern die ihrer Ansicht nach verfälschende Darstellung des Lebens Bonhoeffers: „Mit Entsetzen verfolgen wir, wie das Vermächtnis von Dietrich Bonhoeffer zunehmend von rechtsextremen Antidemokraten, Fremdenfeinden und religiösen Hetzern verfälscht und missbraucht wird. […] Niemals hätte er sich in der Nähe rechtsextremer, gewalttätiger Bewegungen gesehen, die heute versuchen, ihn zu vereinnahmen. Im Gegenteil, er hätte genau diese Haltungen kritisiert.“

## Kritik

### International
In zahlreichen Bewertungen wird der sehr freie Umgang mit den geschichtlichen Fakten und ihre Vermischung mit – für Geschichtskenner teils geradezu grotesk anmutenden – Fiktionen kritisiert. Unter anderem in den USA lösten diese geschichtlichen Unrichtigkeiten heftige Debatten aus. Auch wird angemerkt, dass Bonhoeffers politische Rolle über- und seine theologische Tiefe unterbewertet werde.
Auf der US-amerikanischen Filmbewertungsseite Rotten Tomatoes erhielt der Film gleichwohl bei 30 von insgesamt 45 Rezensenten (67 %) eine positive Bewertung, das Urteil der Filmzuschauer („Popcornmeter“) fiel mit 92 % Zustimmung sogar noch positiver aus.
Metacritic gesteht dem Film – auf der Basis von vier Kritiken – 43 von 100 möglichen Punkten zu.
Für das christliche amerikanische Magazin The Christian Century schreibt Mike Loftin unter der Überschrift: „Der neue Bonhoeffer-Film ist nicht einfach schlecht. Er ist gefährlich“, dass der Film eine unvertretbare Schwarz-Weiß-Malerei betreibe und die moralischen Skrupel, die Bonhoeffer umtrieben, an keiner Stelle thematisiere. Insgesamt werde so ein Zerrbild seiner Persönlichkeit präsentiert. Loftin zieht hier Parallelen zum Film Sound of Freedom, dessen Rechte ebenfalls bei Angel Studios liegen, und bilanziert: „Sound of Freedom und Bonhoeffer bewohnen dasselbe politische und moralische Universum, in dem das einzige moralische Dilemma darin besteht, inwieweit die Guten ihre Zimperlichkeit aufgeben und damit loslegen, die Bösen umzubringen. Für den echten Bonhoeffer war es genau diese Vorstellung von moralischer Reinheit, die so viele zu Komplizen der eskalierenden Gewaltspirale des Faschismus machte.“
Der australische Sydney Morning Herald sieht zwar einzelne inhaltliche Schwächen, attestiert jedoch: „Nichtsdestoweniger ist er eine mitreißende Hommage an einen der bewundernswertesten deutschen Kriegshelden [sic] – und eine überzeugende Erinnerung an eine Zeit, aus der wir immer noch viel zu lernen haben.“
Verhaltener fällt die Bewertung des britischen Guardian aus. Kritisiert wird die unmoderne („old-school)“ Machart des Films, aber auch die Auswahl der deutschen Schauspieler („solide Vertreter des deutschen Kinos, die aber in Hollywood kaum Eindruck machen könnten“). Das Fazit ist ambivalent: „Als Thriller ist der Film nicht wirklich spannend genug. Und als Biopic ist er nicht unbedingt repräsentativ für den Geist des Mannes. Aber er ist ein solides Filmwerk in einem traditionellen, schnörkellosen Modus, der immer ein Publikum finden wird – auch wenn er nicht besonders trendy ist.“
Ganz aus der christlichen Perspektive beurteilt das britische Magazin Premier Christianity den Film und kommt zu dem Ergebnis, dass er trotz erheblicher Schwächen für Christen sehenswert sei und eine aktuelle Botschaft beinhalte. Auf der einen Seite wird unter anderem kritisch vermerkt, dass der Nationalsozialismus in seiner alltäglichen Ausprägung geradezu comichaft überzeichnet wurde. In diesem Zusammenhang heißt es: „Das Böse ist oft viel heimtückischer und subtiler, als das Kino uns glauben machen will; wir sollten uns vor Wölfen im Schafspelz hüten, nicht vor Wölfen, die sich lautstark als Wölfe zu erkennen geben.“ Andererseits aber wird positiv gewertet, dass der Film aufzeigt, dass nationalsozialistischer und anders motivierter, auch heute existierender, Rassenhass letztendlich nur zwei Ausprägungen desselben Übels sind und dass Regisseur Komarnicki die unbequeme aktuelle Relevanz der Story nicht ausgeblendet hat.

### Im deutschsprachigen Raum
Nach dem Kinostart in Deutschland überwogen die negativen Kritiken.
So urteilt etwa der Evangelische Pressedienst (epd): „Mit dem historischen Bonhoeffer […] hat dieses zähe Epos im Wesentlichen nur die Lebensdaten gemein. Dramaturgisch verworren und in einem zunehmend unerträglich predigthaften Ton inszeniert Regisseur Todd Komarnicki seinen Helden (Jonas Dassler) als eine Erlöserfigur […]. ‚Bonhoeffer‘ will glauben machen, dass allein der christlich motivierte Widerstand die Hitler-Barbarei letztlich zu Fall bringen könne. Andere ernstzunehmende Gegner scheinen die Nazis nicht gehabt zu haben. So wird Bonhoeffers Hinrichtung zu einem mit kitschigem Pathos aufgeblasenen finalen Akt der Heiligsprechung.“
Von Kitsch spricht auch Gregor Wassilius vom Bayerischen Rundfunk: „Der neue Film zeichnet das Leben und Wirken Bonhoeffers mit viel Kitsch und Pathos nach. Das macht ihn rein unterhaltungstechnisch anstrengend. Dramaturgisch schwankt der Film zwischen Familienporträt, theologischer Diskussion und Widerstandsthriller und ist am Ende nichts wirklich. […] Der Spielfilm erinnert an sein [Bonhoeffers] Vermächtnis, seiner Größe wird er nicht gerecht.“
Ähnlich fällt die Kritik bei Filmstarts aus; sie gesteht dem Film 1,5 von 5 möglichen Punkten zu und resümiert: „Dieser Film wird […] weder dem Mann noch seinen Worten, seinen Taten oder seinem Vermächtnis auch nur ansatzweise gerecht. ‚Bonhoeffer‘ verheizt seinen prominenten Cast mit einer schwachen Inszenierung, dreister Geschichtsverzerrung und plumper Sensationshascherei.“
Differenzierter fällt das Urteil des evangelischen Sonntagsblatts aus; es kritisiert einerseits die „endlose“ Liste der Filmfehler und betont, dass sich die unterschiedlichsten Gruppierungen auf Bonhoeffer berufen und auch dieser Film ihn in den Dienst einer Sache stelle, nämlich, Bonhoeffers Leben eine „Christusförmigkeit“ zu attestieren. Andererseits aber wird in Abrede gestellt, der Film wolle Bonhoeffer mit rechten Narrativen kapern: „Sieht man den Film, wird man zu diesem Urteil kaum kommen können. Nur wenige werden in dem Film, der eher frommer Sandalenfilm in Nazistiefeln ist, ein cineastisches Meisterwerk sehen wollen. Aber ihm nachzusagen, zeitgenössischen christlichen US-Nationalismus zu befördern, wäre üble Nachrede.“
Die Theologin und Bonhoeffer-Expertin Christiane Tietz kritisierte, dass die eigentlichen Ursachen der NS-Herrschaft im Film nicht gezeigt werden. Sie verwies außerdem darauf, dass der Film auf einer Bonhoeffer-Biografie des rechtsgerichteten und evangelikalen Autors Eric Metaxas basiert.